# El Noguer (Tavertet)
|  | No s'ha de confondre amb Can Noguer (Tavertet). |

El Noguer és un mas a l'oest del terme de Tavertet (Osona) catalogat a l'Inventari del Patrimoni Arquitectònic de Catalunya. Masia del segle xvii documentada des del 1138. Tenia dues masoveries i una cambreria interior. Hi ha documents del 1488. Es troba registrada en els fogatges del "Terme y quadra del Castell de Cererols fogajat a 5 d'octubre per Sagimon Trasserra balle com ampar en cartes 222" on apareix un tal "Bertomeu Noguer".

## Arquitectura
Masia de planta rectangular i coberta a dues vessants amb el carener perpendicular a la façana, situada a tramuntana. Presenta diversos annexes a la façana est. Es pot observar diverses fases constructives. La façana principal presenta un eix de composició centrat pel portal d'arc de mig punt adovellat; al primer pis hi ha tres finestres, i, per sobre d'elles, tres més al segon pis; totes elles tenen la llinda i els brancals de carreus de pedra picada i l'ampit motllurat. Les altres façanes no guarden cap eix de composició, excepte la façana sud. Les arestes i tots els emmarcaments de les obertures són de carreus de pedra picada. La façana oest presenta un portal al primer pis, al qual s'accedeix a través d'un pont petit des del marge. Una finestra de la façana sud té la data 1668.
L'annex més integrat a l'edifici original és la masoveria que té una escala exterior de pedra picada amb teulada a dues vessants en el replà, formant un pòrtic. L'altre annex és una antiga cabana.